# American Top Team
American Top Team (ATT) é uma das equipes líderes em artes marciais mistas. Foi fundada por ex-membros da Brazilian Top Team, Ricardo Liborio, Conan Silveira e Marcelo Silveira, mas não tem nenhuma afiliação formal entre as duas equipes.A principal academia do ATT é em Coconut Creek, Flórida, mas tem academias de todo os Estados Unidos. ATT apresenta lutadores profissionais que competiram em muitas promoções importantes, como o Ultimate Fighting Championship, DREAM, K-1, Strikeforce e Bellator. 

## História
Ricardo Liborio, em 2001, deixou a Brazilian Top Team para começar a ATT com Dan Lambert como um parceiro. Dan forneceu apoio financeiro e especialização em negócios, enquanto Ricardo formou um pequeno grupo de lutadores brasileiros para acompanhá-lo em Coconut Creek. Em apenas cinco anos cresceu a uma ATT (1.900 m2), sede de 20.000 metros quadrados, 20 franquias e vários ginásios afiliados. 

## Alunos Ativos
- Antônio Silva
- Renan Barão
- Pablo Juan
- Roan Carneiro
- Colby Covington
- Nathan Coy
- Dan Cramer
- Rafael Dias
- Yves Edwards
- Jose Figueroa
- Luigi Fioravanti
- Marcelo Garcia
- Kenny Garner
- Wilson Gouveia
- Jonatas "Tagarela" Gurgel
- Jason High
- Sabah Homasi
- Dan Hornbuckle
- Mark Hunt
- Jake Heun
- Bubba Jenkins
- Sirwan Kakai
- Cristiano Kaminishi
- Denis Kang
- Mike King
- Anton Kuivanen
- Bobby Lashley
- Nik Lentz
- Hector Lombard
- Chris Manuel
- Carmelo Marrero
- Jorge Masvidal
- Charles McCarthy
- Cole Miller
- Micah Miller
- Steve Mocco
- Jeff Monson
- Luke Newman
- Bola Omoyele
- Dustin Poirier
- Brad Pickett
- Mariusz Pudzianowski
- Rodrigo Ramos
- Joe Ray
- Brett Rogers
- Rafael Rebello
- J.P. Reese
- Mario Rinaldi
- Paul Rodriguez
- Yoel Romero
- Alessio Sakara
- Ben Saunders
- George Sotiropoulos
- Ken Stone
- Din Thomas
- Ryan Thomas
- Gleison Tibau
- Alexis Vila
- Tyron Woodley
- Glover Teixeira
- Amanda Nunes
- Joanna Jedrzejczyk
- Nina Ansaroff
- Raush Manfio